# Alouette Lake
Alouette Lake är en sjö i Kanada.   Den ligger i provinsen British Columbia, i den södra delen av landet, 3 500 km väster om huvudstaden Ottawa. Alouette Lake ligger 119 meter över havet. Arean är 10,8 kvadratkilometer. Den sträcker sig 6,7 kilometer i nord-sydlig riktning, och 7,4 kilometer i öst-västlig riktning.
I omgivningarna runt Alouette Lake växer i huvudsak barrskog. Runt Alouette Lake är det ganska tätbefolkat, med 134 invånare per kvadratkilometer.